# Ансонвілл (Північна Кароліна)
Ансонвілл (англ. Ansonville) — місто (англ. town) в США, в окрузі Енсон штату Північна Кароліна. Населення — 440 осіб (2020).

## Географія
Ансонвілл розташований за координатами 35°6′15″ пн. ш. 80°6′35″ зх. д. / 35.10417° пн. ш. 80.10972° зх. д. (35.104182, -80.109692).  За даними Бюро перепису населення США в 2010 році місто мало площу 3,81 км², уся площа — суходіл.

## Демографія
Згідно з переписом 2010 року, у місті мешкала 631 особа в 250 домогосподарствах у складі 166 родин. Густота населення становила 166 осіб/км².  Було 307 помешкань (81/км²).
Расовий склад населення:
| - 70,5 % — чорних або афроамериканців - 26,9 % — білих - 0,8 % — азіатів - 1,1 % — осіб інших рас |

До двох чи більше рас належало 0,6 %. Частка іспаномовних становила 2,5 % від усіх жителів.
За віковим діапазоном населення розподілялося таким чином: 22,3 % — особи молодші 18 років, 62,2 % — особи у віці 18—64 років, 15,5 % — особи у віці 65 років та старші. Медіана віку мешканця становила 42,3 року. На 100 осіб жіночої статі у місті припадало 93,0 чоловіків;  на 100 жінок у віці від 18 років та старших — 91,4 чоловіків також старших 18 років.
Середній дохід на одне домашнє господарство  становив 31 081 долар США (медіана — 29 583), а середній дохід на одну сім'ю — 33 437 доларів (медіана — 30 938). За межею бідності перебувало 21,5 % осіб, у тому числі 35,0 % дітей у віці до 18 років та 14,5 % осіб у віці 65 років та старших.
Цивільне працевлаштоване населення становило 207 осіб. Основні галузі зайнятості: виробництво — 41,5 %, освіта, охорона здоров'я та соціальна допомога — 26,6 %, публічна адміністрація — 9,2 %, роздрібна торгівля — 8,7 %.